# Aglaophenia filicula
Aglaophenia filicula är en nässeldjursart som beskrevs av George James Allman 1883. Aglaophenia filicula ingår i släktet Aglaophenia och familjen Aglaopheniidae. Inga underarter finns listade i Catalogue of Life.